# Gopinatham-Talsperre
Die Gopinatham-Talsperre befand sich in dem Dorf Gopinatham im Bundesstaat Karnataka in Indien.
Am 19. Oktober 1981 kam es zu einer Talsperren-Katastrophe: Die Talsperre brach, als sie überflutet wurde. Es gab zwischen 40 und 47 Toten.
Die Talsperre war kurz zuvor im Jahr 1980 errichtet worden. Eine Untersuchungskommission hat danach Korruption der Verantwortlichen als eigentliche Ursache festgestellt. Um Baukosten einzusparen, waren Sicherheitsnormen nicht beachtet worden.